# Cleves (Ohio)
Pour les articles homonymes, voir Cleves.
Cleves est un village américain situé dans le comté de Hamilton, dans l'Ohio. Selon le recensement de 2010, sa population est de 3 234 habitants.